# Ivan Schranz
Ivan Schranz (Bratislava, 13 de setembro de 1993) é um futebolista eslovaco que atua como ponta. Atualmente, joga pelo Slavia Praga.
Schranz foi um dos artilheiros da Eurocopa de 2024, com 3 gols, e sua seleção chegou às oitavas de final.

## Carreira

### Petržalka e Spartak Trnava
Começando sua carreira na Segunda Divisão Eslovaca no Petržalka, onde jogou um ano e meio, Schranz se juntou ao Spartak Trnava aos 18 anos, em janeiro de 2012. Ele fez sua estreia na liga contra o Dukla Banská Bystrica em 5 de maio do mesmo ano. Schranz também fez sua estreia en competições europeias, e, em julho de 2014, marcou dois gols em uma partida da fase preliminar da Liga Europa da UEFA contra o St Johnstone, da Escócia. No meio da temporada 2014–15, Schranz foi emprestado ao Sparta Praga, mas não teve aparições na liga pelo time antes de retornar ao Spartak Trnava. Ele continuou jogando pelo Trnava até o fim da temporada 2016–17, jogando 125 partidas e marcando 25 gols.

### Retorno à República Tcheca
Schranz retornou à República Tcheca, juntando-se ao Dukla Praga no verão de 2017. Ele marcou 8 gols em 40 jogos pelo Dukla, saindo do clube no meio dr sua segunda temporada no clube depois de perder espaço entre os titulares. Schranz jogou no Chipre pelo AEL Limassol na primavera de 2019, onde ele jogou 7 partidas sem marcar gols. Ele então retornou ao Campeonato Checo de Futebol, assinando um contrato de 1 ano com o České Budějovice. Depois de bons resultados, Schranz assinou um contrato de 3 anos com o Jablonec em julho de 2020. Ele continuou com sua boa fase da última temporada, marcando 13 gols em 28 jogos da liga pelo Jablonec.

### Slavia Praga
Em 31 de maio de 2021, Schranz juntou-se ao Slavia Praga em um contrato de longo prazo antes da temporada 2021–22. No mesmo ano, em 30 de julho, em apenas sua segunda partida pelo Slavia, Schranz marcou um hat-trick em uma vitória da liga sobre o Teplice.

## Carreira internacional
Em 4 de setembro de 2020, Schranz estreou pela Seleção Eslovaca na derrota por 3–1 contra a República Checa, pela Liga das Nações da UEFA de 2020–21, onde ele também marcou seu primeiro gol.
Em maio de 2021, Schranz estava incluído na convocação final da Eslováquia para a remarcada Eurocopa de 2020, mas não fez nenhuma aparição.

### Eurocopa de 2024
Em junho de 2024, Schranz foi convocado para representar a Eslováquia na Eurocopa de 2024. Ele marcou o único gol da primeira partida dos eslovacos no torneio, conseguindo uma vitória por 1–0 contra a Bélgica. Ele marcou de novo na derrota por 2–1 contra a Ucrânia na segunda partida, se tornando o primeiro eslovaco a marcar mais de um gol na Eurocopa. Schranz marcou seu terceiro gol do torneio nas oitavas de final contra a Inglaterra. Seu gol no primeiro tempo foi garantindo a vitória da Eslováquia por 1–0, mas a Inglaterra empatou no final do tempo normal e na prorrogação, virando o jogo para 2–1, eliminando a Eslováquia do torneio. Seus 3 gols no campeonato rendeu a ele o prêmio da Chuteira de Ouro, junto de outros 5 jogadores.

## Títulos
AEL Limassol
- Copa do Chipre: 2018–19

Slavia Praga
- Copa da Chéquia: 2022–23

Individual
- Artilharia do Campeonato Europeu de Futebol: 2024